# Seisachtheia
Seisachtheia (Oudgrieks: σεισάχθεια; letterlijk: afschudding van de schulden) was een maatregel van Solon tegen schuldslavernij. Het hield het verbod "μὴ δανείζειν ἐπὶ τοῖς σώμασιν" ("niet te lenen op de lichamen") in. Dit botste op veel weerstand van de aristocratie, die vaak de schuldeisers waren die de hand legden op de arme schuldenaars (hektemoroi) om deze voor hen te laten werken.